# Avicennia officinalis

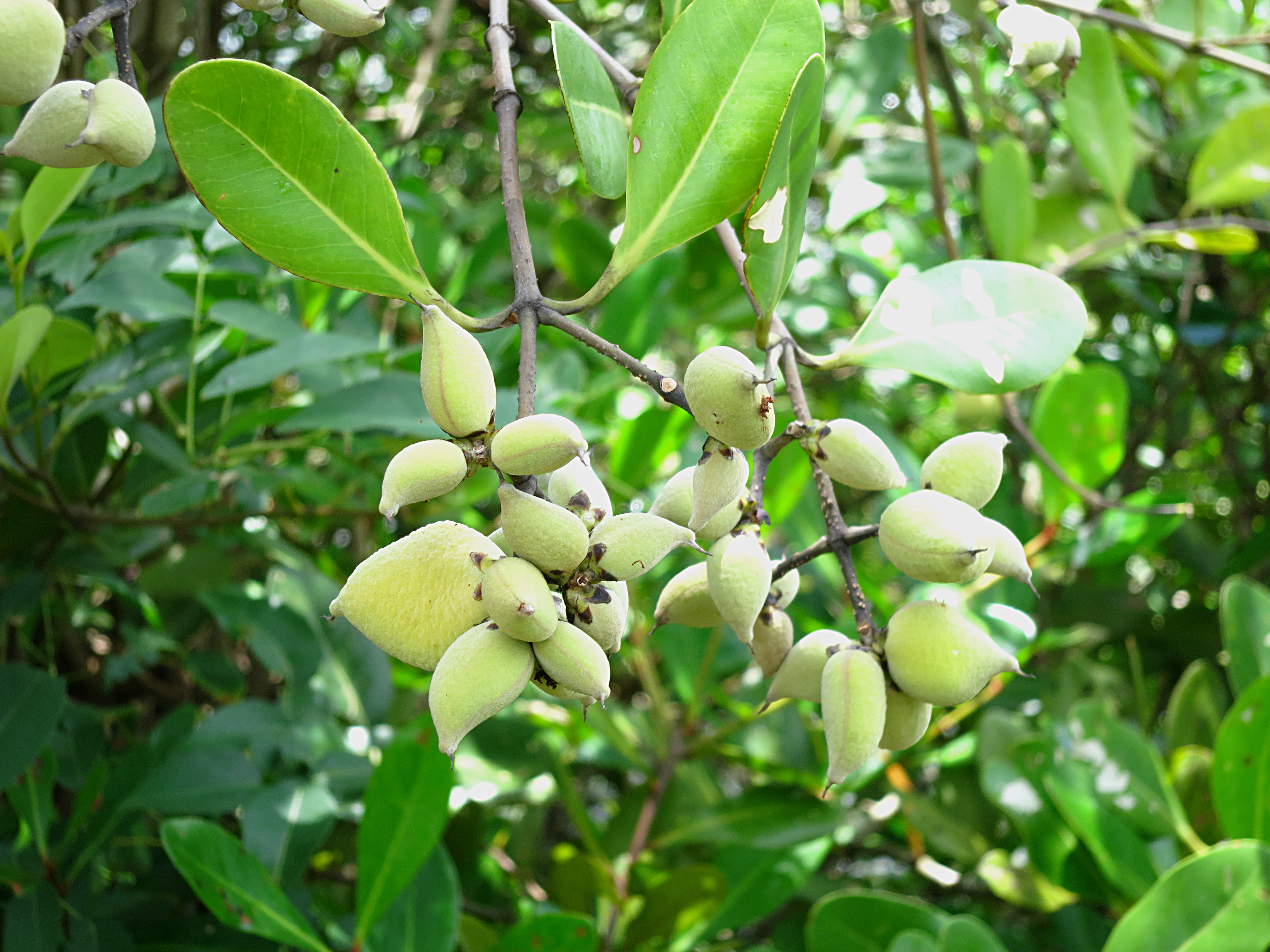
Fruits

Avicennia officinalis és una espècie de manglar que pertany a la família Acanthaceae

## Descripció
L'arbre, de jove, forma una densa corona arbustiva baixa. Quan madura, es forma un arbre columnar de fins a 15 m d'altura, i pot créixer fins als 30 m. Les fulles són verdes i brillants, de 10 cm de llarg per 5 cm d'ample; tenen els seus vèrtexs arrodonits i el revés de la fulla és d'un marró daurat. Les fulles creixen oposades.
La flor, la més gran entre les espècies d' Avicennia, quan s'expandeix té un diàmetre de 6 a 10 mm. És de color groc a groga llimona o de color taronja. L'escorça és llisa, verda bruta de color gris fosc. Està lleugerament fisurada i no és escamosa. El fruit és de color verd o marró, en forma de cor que es redueix a un bec curt de 2,5 cm de llarg o més.

## Distribució i hàbitat
Avicennia officinalis es troba esporàdicament en les ribes dels rius i rares vegades es troba prop del mar. Prefereix els sòls d'argila i generalment es troba a l'interior.

## Taxonomia
Avicennia officinalis va ser descrita per Carl von Linné i aparegué publicada en l'obra Species Plantarum 1: 110. 1753.
Etimologia
Avicennia: nom genèric atorgat en honor del científic i filòsof persa Avicena.
officinalis: epítet llatí que significa "planta medicinal de venda en herbaris".
Sinonímia
- Avicennia obovata Griff.
- Avicennia oepata Buch.-Ham.
- Halodendrum thouarsii Roem. & Schult.
- Racka ovata Roem. & Schult.
- Racka torrida J.F.Gmel.[2]